# Дългорог бръмбар
Дългорогите бръмбари (Titanus giganteus) са вид насекоми от семейство Сечковци (Cerambycidae).
Таксонът е описан за пръв път от Карл Линей през 1771 година.